# گزارشگران ویژه (مجموعه تلویزیونی)
گزارشگران ویژه یک مجموعه تلویزیونی محصول سال ۱۳۷۱ به کارگردانی رسول صدرعاملی،  می‌باشد. این مجموعه هرگز پخش عمومی در نیامد.

## بازیگران
- پرویز نوری
- فرشید رئوفی